# Carbosap
Il Carbosap è un vaccino usato nella profilassi contro il carbonchio ematico in bovini e ovini.
È costituito da spore di Bacillus anthracis adiuvate in saponina all'1%. Ciò che lo contraddistingue da altri ceppi vaccinali è la presenza di entrambi i plasmidi che codificano per la tossina (px01+) e la capsula (px02+).